# Stuwstraalmenger
Een stuwstraalmenger is een type mengapparatuur dat veel wordt gebruikt in verschillende industrieën voor het efficiënt mengen van vloeistoffen, poeders, of granulaatmaterialen. Deze apparaten maken gebruik van de stuwstraaltechnologie om een homogeen mengsel te creëren, wat essentieel is voor de consistentie en kwaliteit van het eindproduct.
De werking van een stuwstraalmenger berust op het principe van het creëren van een stuwstraal, die ontstaat wanneer een vloeistof of gas met hoge snelheid door een nauwe opening wordt geperst. Dit proces zorgt voor een intense mengactie door de vorming van turbulenties en wervelstromen. Deze krachten zorgen ervoor dat de verschillende componenten die gemengd moeten worden, grondig en gelijkmatig worden verdeeld.
De belangrijkste voordelen van stuwstraalmengers zijn hun hoge mengsnelheid, efficiëntie, en het vermogen om een zeer homogeen mengsel te produceren. Ze zijn ook relatief eenvoudig in ontwerp, wat zorgt voor gemakkelijk onderhoud en reiniging. Bovendien zijn ze veelzijdig en kunnen ze worden aangepast aan verschillende soorten mengtoepassingen. 

## Toepassingen
Stuwstraalmengers worden breed toegepast in industrieën zoals de chemische industrie, farmaceutische industrie, voedingsmiddelenindustrie en bouwmaterialenindustrie. Ze zijn bijzonder effectief voor het mengen van vloeistoffen met poeders, het homogeniseren van vloeistofmengsels, en het dispergeren of oplossen van vaste stoffen in vloeistoffen.